# Сан-Маурицио-д’Опальо
Сан-Маурицио-д’Опальо (итал. San Maurizio d'Opaglio) — коммуна в Италии, располагается в регионе Пьемонт, в провинции Новара.
Население составляет 3066 человек (2008 г.), плотность населения составляет 383 чел./км². Занимает площадь 8 км². Почтовый индекс — 28017. Телефонный код — 0322.
Покровителем коммуны почитается святой Маврикий, празднование в третье воскресение сентября.

## Администрация коммуны
- Официальный сайт: http://www.comune.sanmauriziodopaglio.no.it/